# حرکت الهی
حرکت الهی (انگلیسی: The Divine Move؛‏ کره‌ای: 신의 한 수) یک فیلم نئو-نوآر اکشن جنایی محصول سالر۲۰۱۴ به کارگردانی جو بوم گون و با بازی جونگ وو سونگ در نقش بازیکن سابق بادوک و حول محور تلاش او برای انتقام می‌چرخد. عنوان فیلم اشاره به یک حرکت ممتاز در بادوک اشاره دارد که تنها برای بازیکنان بسیار حرفه‌ای تجربهٔ «یک بار در طول عمر» محسوب می‌شود. این فیلم در ۳ ژوئیه ۲۰۱۴ منتشر شد. دنبالهٔ اسپین‌آف این فیلم به نام حرکت الهی ۲: خشمگین در ۷ نوامبر ۲۰۱۹ منتشر شد.

## بازیگران
- جونگ وو سونگ در نقش ته سوک[۸]
- لی بوم سو در نقش سال سو
- آن سونگ کی در نقش جو مین («The Lord»)
- کیم این کوان در نقش کونگ سو («Tricks»)
- لی شی یونگ در نقش به کوب («Belly button»)[۹]
- آن گیل کانگ در نقش هو
- لی دو کیونگ در نقش استاد وانگ
- چوی جین هیوک در نقش سون سو («Player»)[۱۰]
- جونگ هه کیون در نقش آداری
- آن سو هیون در نقش ریانگ ریانگ
- کیم میونگ سو در نقش برادر بزرگتر ته سوک
- هوانگ چون ها
- لی ایل سوپ در نقش استاد نو
- کیم سه دونگ در نقش استاد لی
- کیم جو میونگ
- لی یونگ نیو
- یو سون چول در نقش رئیس ۷۰ ساله
- هونگ سونگ دوک
- پارک جی هون
- یون هی چول
- کیم سو جین در نقش یونگ سوک
- یو جه سانگ در نقش خویشاوند ته سوک
- چوی ایل هوا
- کیم هونگ پا در نقش واردن
- کوان ته وون
- به سونگ وو